# Крисе (Јура)
Крисе (фр. Crissey) насеље је и општина у источној Француској у региону Франш-Конте, у департману Јура која припада префектури Доле.
По подацима из 2011. године у општини је живело 653 становника, а густина насељености је износила 135,76 становника/km². Општина се простире на површини од 4,81 km². Налази се на средњој надморској висини од 260 метара (максималној 220 m, а минималној 194 m).

## Демографија
| 1962. | 1968. | 1975. | 1982. | 1990. | 1999. | 2011. |
| ----- | ----- | ----- | ----- | ----- | ----- | ----- |
| 332   | 363   | 384   | 518   | 572   | 593   | 653   |

График промене броја становника у току последњих година